# Іван Багрянов
Іван Івано́в Багря́нов (17 жовтня 1891 — 1 лютого 1945) — болгарський політичний діяч, прем'єр-міністр країни (1944).

## Біографія
Закінчив військове училище в Софії (1912). Служив в артилерії, брав участь у Балканських війнах та першій світовій війні, служив в артилерії, 1919 вийшов у відставку в чині майора. Був ад'ютантом царя Фердинанда I і спадкоємця престолу принца Бориса (майбутнього царя Бориса III). Упродовж багатьох років входив до найближчого оточення царя Бориса III. На початку 1920-их років вивчав право у Софійському університеті, агрономічні науки в Лейпцигу й Відні. Потім керував своїм маєтком у Разграді, заснував перше науково організоване землеробське господарство в Болгарії — «Махзар паша». У 1938—1944 роках був головою правління Союзу землеробів.
1935 року активно брав участь у встановленні режиму особистої влади царя Бориса III. У 1938—1939 — депутат 24-их Звичайних народних зборів. З 14 листопада 1938 до 4 лютого 1941 — міністр землеробства та державного майна в третьому й четвертому урядах Георгія Кесеіванова та в першому уряді Богдана Філова; за ініціативою останнього був відправлений у відставку.

### Прем'єр-міністр
З 1 червня до 2 вересня 1944 — прем'єр-міністр та, одночасно, з 1 до 12 червня 1944 — міністр закордонних справ та віросповідань. Включив до складу уряду двох видатних болгарських учених, які раніше не займали міністерські пости — хірурга Александра Станішева (міністр внутрішніх справ) й літературознавця Михаїла Арнаудова (міністр народної просвіти).
За умов військових поразок нацистської Німеччини, наступу Червоної Армії та висадки союзників у Нормандії, Багрянов намагався маневрувати між пронімецькою (прибічниками якої були глави МЗС та МВС в його уряді) та прозахідною орієнтаціями. Намагався укласти перемир'я із США та Великою Британією, щоб вивести Болгарію з Другої світової війни та не припустити вступу до країни радянських військ, але зазнав невдачі. 26 серпня його уряд заявив про те, що Болгарія, додержуючись цілковитого нейтралітету, буде роззброювати німецькі війська, які увійдуть на її територію. Також було прийнято рішення щодо виведення болгарських окупаційних військ з югославської Македонії, яку вони зайняли 1941 року. Проте на оголошення війни Німеччині Багрянов так і не наважився, що призвело до невдачі його зовнішньополітичного курсу. У свою чергу, СРСР звинувачував його уряд у брехні та сприянні нацистській Німеччині.
У внутрішній політиці Багрянов намагався за допомогою низки ініціатив (пропозиції амністії прорадянським партизанам і плани проведення аграрної реформи) домовитись про компроміс із партизанськими формуваннями, проте їх лідери відмовились від діалогу з новим прем'єром, розцінивши його політичний курс як «демагогічний». Після цього репресії стосовно до партизан посилились. В останні дні свого існування кабінет Багрянова ухвалив рішення про скасування антисемітського законодавства (однак офіційно його було скасовано наступним кабінетом міністрів).
Уряд Багрянова був останнім болгарським кабінетом, до складу якого входили прибічники режиму померлого 1943 року царя Бориса III. Невдачі у внутрішній та зовнішній політиці призвели до його відставки й заміни на ліберальний уряд Константина Муравієва, який цілковито орієнтуався на США та Велику Британію.

## Загибель
Після приходу до влади в Болгарії прорадянських сил у вересні 1944 був заарештований. Засуджений до страти так званим «Народним судом» і розстріляний. Реабілітований 1996 року.